# William McDougall
William McDougall (22 de junio de 1871, Chadderton, Lancashire, Inglaterra - 28 de noviembre de 1938, Durham, Estados Unidos) fue  un psicólogo de principios del siglo XX que pasó la primera parte de su carrera en el Reino Unido y la segunda parte en los Estados Unidos. Escribió y publicó una serie de libros de texto altamente influyentes, y fue particularmente importante en el desarrollo de la teoría del instinto y de la psicología social en el mundo angloparlante. Fue un oponente del conductismo y se mantuvo algo apartado, por tanto, de la corriente central del pensamiento psicológico de la época en Estados Unidos (en la primera mitad del siglo XX); pero su trabajo era muy conocido y respetado en el campo de la psicología, solo que el conductismo de Watson uniría entre sus adeptos a Skinner en el país norteamericano (las tendencias eran diferentes entre Estados Unidos, y Reino Unido, país en el que McDougall se había formado).

## Biografía
McDougall se educó en Mánchester (Owens College), y en la Universidad de Cambridge (St John's College, Cambridge), y estudió medicina y fisiología en Londres, y la Universidad de Göttingen. Después de graduarse pasó a enseñar en la University College London y la Universidad de Oxford, hasta que William James lo llevó a los Estados Unidos, contratándole para que enseñara en la Harvard University, donde sirvió como profesor de psicología desde 1920 a 1927. En el curso de 1928, pasó a la Duke University donde estableció un laboratorio y permaneció como investigador y profesor hasta su muerte. Era un miembro Fellow (Fellow member) de la Royal Society. Uno de sus estudiantes fue Cyril Burt conocido por sus teorías sobre la determinación genética de la inteligencia.

## Puntos de vista
Los intereses y simpatías de McDougall eran amplios. Estaba interesado en la eugenesia, pero se apartó de la ortodoxia darwiniana más radical, al afirmar la posibilidad de la herencia de características adquiridas, como fue sugerido por Jean-Baptiste Lamarck (Darwin, en realidad, no descartó la propuesta de Lamarck, y la incluyó entre las posibilidades dentro de su teoría para complementarla); McDougall llevó a cabo muchos experimentos diseñados para demostrar este proceso. Oponiéndose al conductismo, defendió que la conducta está orientada, en general, a un objetivo (goal-oriented and purposive), un enfoque al que llamó psicología hórmica (hormic psychology). Sin embargo, en la teoría de la motivación, defendió la idea de que los individuos estaban motivados por un número significativo de instintos heredados, cuya acción no necesariamente es entendida por el propio individuo (no se percibe o entiende por el sujeto de forma consciente), de tal forma que no siempre entenderían sus propios objetivos. Sus ideas sobre el instinto influenciaron fuertemente a Konrad Lorenz, uno de los fundadores de la etología. McDougall se sometió a psicoanálisis con C. G. Jung, y dedicó parte de su investigación y estudio también a la parapsicología. En 1920 sirvió como presidente de la Society for Psychical Research, y al año siguiente, su homólogo en los Estados Unidos, la American Society for Psychical Research.Como se ha mencionado anteriormente, a partir de 1928 se dedicó a investigar en el laboratorio de la Duke University siendo éste un laboratorio de parapsicología, donde trabajó junto con Joseph Banks Rhine, uno de los fundadores de la parapsicología.
Por su interés en la eugenesia y su posición heterodoxa sobre la evolución, McDougall ha sido reconocido y adoptado como una figura icónica por defensores de la influencia determinista de características heredades en la conducta, alguno de los cuales son considerados por la mayor parte de los psicólogos de la vertiente aceptada, como racistas científicos. Mientras McDougall fue una figura ciertamente heterodoxa y siempre dispuesta a tomar una postura minoritaria si ésta le parecía la correcta (como se observó cuando se trasladó a Estados Unidos, donde se afincó tras terminar de estudiar y de dar clases en algunas de las universidades más prestigiosas), no hay razón para suponer que a la luz de los conocimientos psicológicos modernos y los desarrollos políticos, hubiera apoyado la posición tomada por estos grupos que parecen anteponer lo políticamente correcto y sus finalidades políticas a las observaciones científicas y empíricas. Pese a lo criticado que investigadores como Konrad Lorenz han sido, éste entre otros, recibiría un premio Nobel por sus investigaciones, descubrimientos y aportaciones a la humanidad.
En lo referente a sus aportaciones, el término "hórmico" (“hormic”) proviene de hormḗ (ὁρμή), palabra griega para "impulso" , del cual era firme defensor.
Así, realizó listados de instintos como impulsos motivadores de la conducta humana, de entre los que destacan:
- Vuelo/huida (Miedo).
- Repulsión (Disgusto).
- Curiosidad (Pregunta, cuestionamiento)
- Pugnacidad/belicosidad (Enfado/ira).
- Autoconfianza/Autoafirmación (Elación).
- Auto-humillación (Sujeción/subordinación).
- Instinto Paternal/Maternal (Ternura).
- Reproducción.
- Alimentación.
- Instinto Gregario.
- Adquisición.
- Construcción.
- Gatear y caminar.